# Zofia Zielińska
Zofia Zielińska (ur. 8 kwietnia 1944 we Lwowie) – polska historyk i nauczyciel akademicki, profesor nauk humanistycznych, profesor zwyczajny UW.

## Życiorys
W 1968 ukończyła studia historyczne na Uniwersytecie Warszawskim. Na tej samej uczelni uzyskiwała stopnie naukowe doktora (1977) i doktora habilitowanego (1989). W 2002 otrzymała tytuł profesora nauk humanistycznych. Od 1968 była związana zawodowo z Instytutem Historycznym UW, w 1993 objęła stanowisko profesora nadzwyczajnego. W latach 1990–1993 zajmowała stanowisko wicedyrektora tej instytucji. Pełniła funkcję kierownika Zakładu Historii Nowożytnej oraz zajmowała stanowisko rektora Szkoły Wyższej Przymierza Rodzin w Warszawie. W pracy naukowej specjalizowała się w zagadnieniach historii Polski XVIII wieku.
Została powołana w skład Komitetu Redakcyjnego Polskiego Słownika Biograficznego oraz kapituły Nagrody im. Jacka Maziarskiego. Została przewodniczącą Rady Pamięci Instytutu Pileckiego.
Weszła w skład Warszawskiego Społecznego Komitetu Poparcia Jarosława Kaczyńskiego w wyborach prezydenckich w 2010.

## Wybrane publikacje
- Walka „Familii” o reformę Rzeczypospolitej 1743–1752 (1983)
- Ostatnie lata Pierwszej Rzeczypospolitej (1986)
- Republikanizm spod znaku buławy: publicystyka Seweryna Rzewuskiego z lat 1788–1790: rozprawa habilitacyjna (1988)
- Kołłątaj i orientacja pruska u progu Sejmu Czteroletniego (1991)
- „O sukcesyi tronu w Polszcze” 1787–1790  (1991)
- Studia z dziejów stosunków polsko-rosyjskich w XVIII wieku (2001)
- Polska w okowach „systemu północnego” 1763–1766 (2012)
- Korespondencja Stanisława Augusta z Katarzyną II i jej najbliższymi współpracownikami (1764–1796), t. 1–2 (2022)

## Odznaczenia
Odznaczona Krzyżem Kawalerskim (2010) i Oficerskim (2023) Orderu Odrodzenia Polski.